# Triple Glaciers
Die Triple Glaciers sind drei Gletscher in der Teton Range im Grand-Teton-Nationalpark im Westen des US-Bundesstaates Wyoming, die inoffiziell als East-, Middle- und West Triple Glacier bezeichnet werden. Die Gletscher liegen in einem Kar an der Nordflanke von Mount Moran und Thor Peak im Norden der Bergkette und gehören zu den elf verbliebenen Gletschern der Teton Range. Am Mount Moran befinden sich neben den Triple Glaciers noch der Falling Ice Glacier sowie der Skillet Glacier, beide auf der Ostseite des Berges. Die Triple Glaciers entwässern sich über einen namenlosen Bach in den Moran Creek im nördlich gelegenen Moran Canyon und weiter in die Moran Bay des Jackson Lake.

## Belege
1. ↑  Naturalatlas: Triple Glaciers. Abgerufen am 7. Juli 2021 (englisch).
2. ↑  Geonames: Triple Glaciers. Abgerufen am 7. Juli 2021.